# پروفسور (خانه کاغذی)
پروفسور (سرخیو مارکینا) شخصیت داستانی در سری نتفلیکس خانه کاغذی است که توسط آلوارو مورته به تصویر کشیده شده‌است. در این برنامه تلویزیونی، او شخصیت اصلی است، او مغز متفکر گروه است که گروه را جمع کرده‌است. او همچنین برادر برلین است. این سریال در پنج فصل ساخته شده فصل اول و دوم درمورد سرقت از ضرابخانه سلطنتی و فصل سه تا پنج هم در مورد سرقت شمش طلا از بانک اسپانیا است.

## شخصیت
پروفسور رهبر باند و شخصیتی کاریزماتیک،
کسی که با دقت برنامه‌ریزی و سازماندهی می‌کند حمله به ضرابخانه سلطنتی و بانک اسپانیا در مادرید است. با یک فرهنگ قابل توجه، اما با ظاهر و اجزای دلپذیر و صدایی گرم و گیرا. ایده اولین دزدی این است که، انتقام پدرش را بگیرد. پدربزرگش در ایتالیا علیه فاشیست‌ها جنگیده بود.

## تعیین مشخصات
النا پیتا از ال موندو شخصیت را «مبهم» توصیف کرد. مورته گفت این شخصیت یک «کارنامه کاری» است. مورته پروفسور را به نقش او در نقش اسکار در اسکله پیوند داد، که هر دو "مجبور به شیطنت بودند و برای همین مجبور شدم همدلی را به وفور ایجاد کنم. اما اگر بیننده با پروفسور یا اسکار همدردی نکند، سریال کار نمی‌کند. "